# Sesostris (Lahun)
Sesostris (auch Senusret) war ein altägyptischer Bürgermeister und Tempelvorsteher in Al-Lahun, der sein Amt mindestens vom neunten bis zum 24. Regierungsjahr des Amenemhet III. ausübte. Vielleicht amtierte er schon unter Sesostris III.
Sein Vorgänger war Nebukaure, sein Nachfolger Chentichetihotep. Er war auch der Vater von Chacheperreseneb, der wiederum im 37. Jahr von Amenemhet III. im Amt war.

## Lahunpapyri
Unter den Lahunpapyri sind mehrere Briefwechsel zwischen Sesostris und dem Hausvorsteher Horemsaef erhalten, der im Totentempel des Sesostris II. seinen Dienst ausübte. In der Tat stammen die meisten Briefe aus dem Berliner Lahunfund genau aus der Amtszeit des Sesostris. Von ihm sind auch verschiedene Siegelabdrücke bekannt.